# آبشار پرومونتوری
آبشار پرومونتوری (به انگلیسی: Promontory Falls) آبشاری است که در همیلتون (انتاریو)، کانادا واقع شده و ارتفاع کلی ریزشگاه آن ۱۸ متر (۵۹ فوت) است.